# فيكتور باليجر
فيكتور باليجر (بالإسبانية: Víctor Balaguer)‏ هو مغني إسباني، ولد في 14 مارس 1921 في برشلونة في إسبانيا، وتوفي بنفس المكان في 17 أبريل 1984 بسبب سرطان القولون.

## وصلات خارجية
- فيكتور باليجر على موقع IMDb (الإنجليزية)
- فيكتور باليجر على موقع ميوزك برينز (الإنجليزية)
- فيكتور باليجر على موقع أول ميوزيك (الإنجليزية)
- فيكتور باليجر على موقع ديسكوغز (الإنجليزية)